# Vangsvik
Vangsvik is een plaats in de Noorse gemeente Senja in de provincie Troms. Het dorp met ongeveer 350 inwoners is zetel van het gemeentebestuur. Vangsvik heeft een kerk, gebouwd van beton, uit 1975 en een kleine jachthaven.